# Lip
Pour les articles homonymes, voir Lip (homonymie).
Lip est une manufacture horlogère française fondée en 1867 qui est originaire de Besançon. Elle a possédé ses derniers ateliers dans la zone industrielle de Palente avant sa liquidation judiciaire en 1977. La marque est relancée en 2002,
La marque « Lip » est aujourd’hui détenue par la Société des montres bisontines (SMB), établie à Châtillon-le-Duc, près de Besançon.

## Histoire de l’entreprise
« En 1800, le futur empereur qui n’est encore que premier consul, est de passage à Besançon. À cette occasion, un artisan horloger lui offre une montre au nom du consistoire israélite dont il est le président. C’est un personnage de roman qui porte calotte de velours et barbe abondante. (…)
Lorsqu’il n’était pas penché sur ses montres, la loupe à l’œil, il parcourait la plaine alsacienne, réparant les pendules ou vendant sa propre fabrication, mi-colporteur, mi-médecin d’horloges. L’hiver, il regagne son village, son atelier, son établi et prépare la saison suivante. (…). Mais notre homme, lui, restera fidèle à sa Franche-Comté natale. Il porte un nom qui, amputé de sa seconde syllabe, est aujourd’hui le plus populaire de l’industrie horlogère. (…) Il est l’ancêtre de tous les LIP qui, d’une petite entreprise de quinze personnes installée en 1868 par Emmanuel Lipmann dans la Grande Rue à Besançon, firent la plus puissante des manufactures françaises. »

— Éliane Maingot, La mesure du temps, montres et horloges 
Après la loi Le Chapellier en 1791 et l’abolition des corporations de métiers d’ancien régime, les transformations dues aux nouvelles lois de la jeune République française et la liberté de cultes ont ouvert l’accès pour tous aux métiers liés à la mécanique, dont l’horlogerie. Aussi, les anciennes provinces françaises qui entouraient la Suisse sont transformées en départements en 1790. Elles en profitent pour détaxer certains métiers comme l’horlogerie, le tissage ou la papeterie et créer des écoles, de façon à attirer les ouvriers qualifiés, y compris israélites et protestants, en vue de relancer l’économie. Ainsi, de nombreux horlogers ont pu s’installer dans le Jura, la Savoie (territoire qui ne devient français qu’en 1860) ou l’Isère, pour produire à moindre coût et vendre aussi bien en France qu’en Suisse, où la haute horlogerie est présente depuis la Renaissance, ainsi que dans d’autres pays.
En 1807, l’histoire horlogère du département du Doubs et de la ville de Besançon est marquée par le don fait par la communauté juive de Besançon d’une montre de gousset à Napoléon Bonaparte. La légende voudrait que ce soit un ascendant d'Emmanuel Lipmann qui l'ait offert à l'empereur, mais rien ne permet de l’affirmer.

### Premiers pas
En 1867, Emmanuel Lipmann (1844-1913) fonde à 23 ans un atelier d’établissage dans la Grande Rue de Besançon sous l’enseigne « Comptoir Lipmann ». Ses deux fils, Ernest et Camille, reprendront par la suite l’atelier qui devient, en 1893, la « Société anonyme d’horlogerie Lipmann Frères ».
En 1896, le premier Chronomètre Lip est lancé. En un an, ce sont quelque 2 500 pièces qui seront produites. Sa désignation devient une marque, le nom Lip apparaît sur tous les cadrans de montres issues des ateliers.

### Essor
En 1902, les affaires sont prospères et « une manufacture d’horlogerie par procédés mécaniques » est bâtie dans le quartier de la Mouillère, elle emploie 110 salariés.
En 1908, près de 250 mouvements horlogers usinés par la fabrique Lipmann sont livrés quotidiennement.

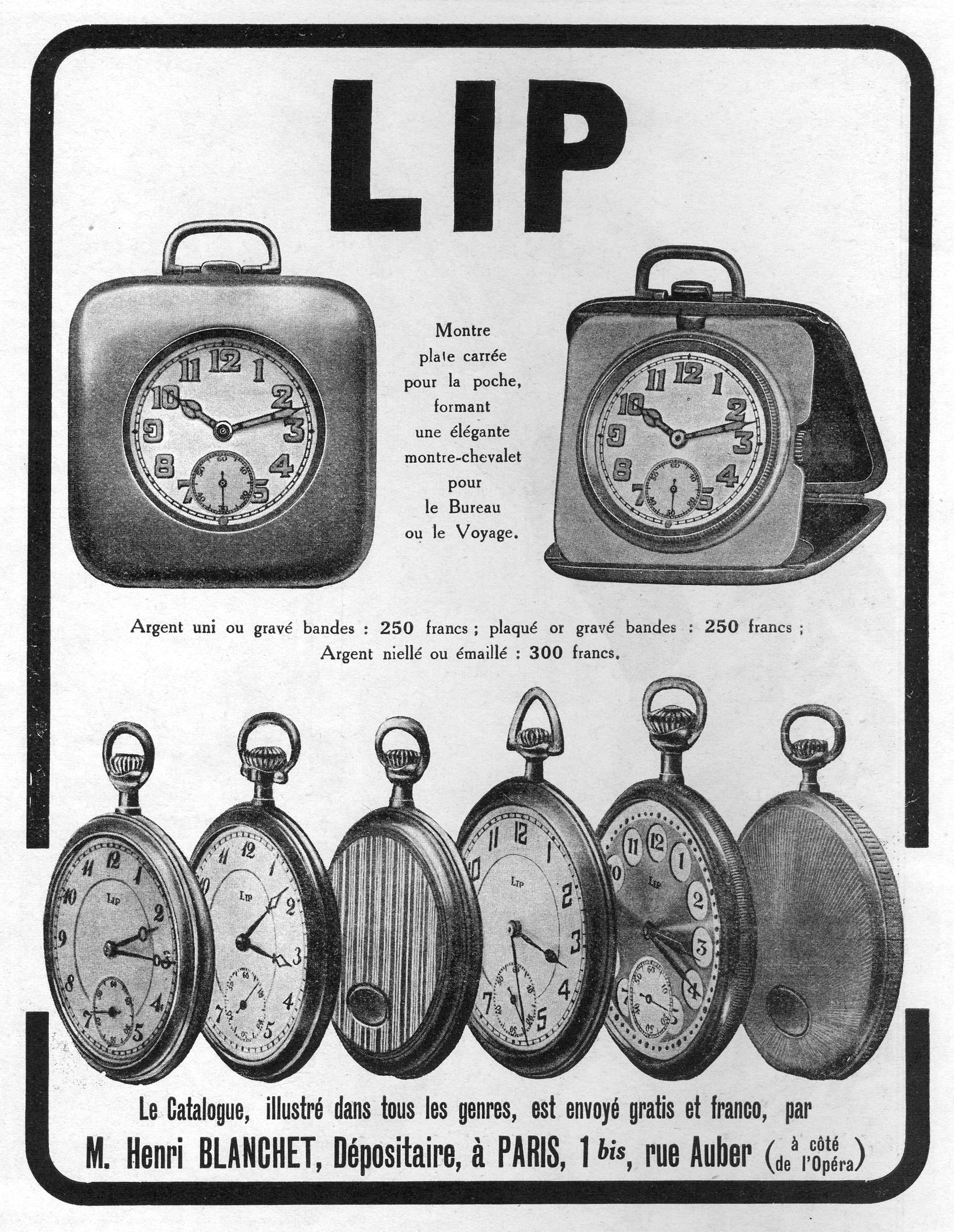
Une réclame de 1924.

L’usine s’agrandit, sa production est soignée et innovante : les premières montres amagnétiques sont proposées à la clientèle, elles possèdent un spiral auto-compensateur et disposent d’un montage de rubis chassés. L’utilisation de nouvelles peintures comprenant des sels de radium permet de rendre visible aiguilles et cadrans dans l’obscurité,.
Durant le conflit de 1914 - 1918, la manufacture participe à l’effort de guerre et fournit notamment à la Défense nationale des montres télémétriques destinées à l’artillerie.
En 1931, la société devient « Lip S.A. d’Horlogerie ». Des actions de l’entreprise sont alors cédées aux distributeurs pour promouvoir les ventes. La direction reste familiale : Le fils de Camille, James Lipmann, est directeur commercial ; Les deux enfants d’Ernest, Fred et Lionel Lipmann, sont respectivement directeur technique et responsable de la communication.
Conçu par André Donat, le calibre T18 est introduit en 1933. Des licences de fabrication sont accordées à des pays de l’Europe l’Est, elles perdureront jusque dans les années 1960.
De premières recherches sur l’électricité mènent à la commercialisation de pendules électriques imaginées avec le suédois Ericsson.
La fabrication s’étend progressivement à de petits objets de précision et à des instruments électromécaniques,. Au milieu des années 1930 sont employés 350 personnes qui produisent environ 3 500 montres par mois. Afin de ne pas altérer la qualité de la production, un sol anti-poussière est mis en place dans l’usine et les ouvriers sont priés de porter pantoufles et blouses blanches.
En 1936, est présenté la Nautic, un modèle « étanche, hermétique et inoxydable » et l’établissement se voit remettre la « Coupe chronométrique » par l’Observatoire de Besançon. Entre 1935 et 1939 des montres-bracelets destinées à l’aviation civile et militaire sont créées.
Lip est considérée durant la seconde guerre mondiale comme une entreprise indispensable pour le Reich allemand. La société est alors réquisitionnée pour suivre un processus d’aryanisation, car ses dirigeants demeurent d’origine israélite. La production de matériel d’horlogerie et de micromécanique perdure alors que Fred Lipmann décide de transférer une partie de l’activité à Issoudun en zone libre au sein de la société filiale « Saprolip ». Le 14 juillet 1942, le transformateur électrique des usines est saboté par le résistant Pierre Georges, dit Colonel Fabien.
Ernest Lipmann et sa femme sont arrêtés et conduits à Drancy le 5 novembre 1943, puis déportés le 20 novembre par le convoi no 62. Ils ne reviendront pas d’Auschwitz. Lionel se retire alors de l’entreprise tandis que James Lipmann rejoint les États-Unis où il apportera son soutien à Jean Monnet.
En septembre 1944, en l’absence de son frère Lionel et de celle de James, Frederic Lipmann devient président de Lip. De nouvelles chaînes de montage voient le jour et le parc de machines est renouvelé.

#### Reconstruction
Lip, qui est une des rares manufactures à maîtriser le processus de fabrication des ressorts spiraux de ses montres, cofonde la Sidhor pour s’approvisionner en assortiments,. Sont lancés des calibres d’une grande modernité, notamment le R25 imaginé par Jean-Georges Laviolette.

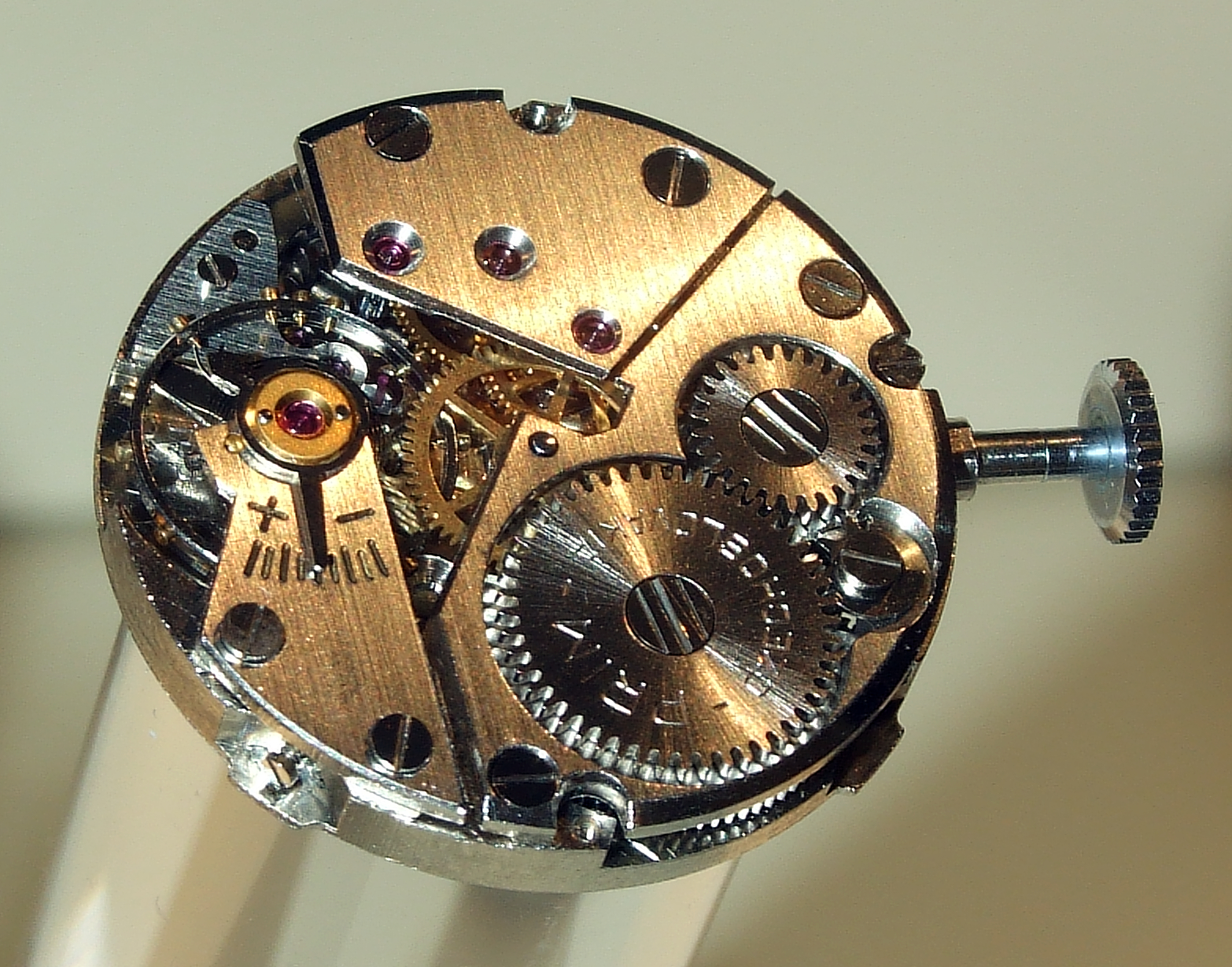
Un mouvement Lip R25 utilisé dans une montre bracelet « Prim » d’origine tchèque.

En 1950, les membres de l’expédition française vers le sommet de l’Annapurna sont équipés de montres Lip. Le modèle Himalaya dont le large boîtier au fond vissé présente une couronne de remontoir partiellement enchâssée offre plus de robustesse et crée ainsi les prémices de la montre de sport. Le mouvement est équipé d’un ressort incassable Elgiloy (en) conçu pour résister aux grands froids. L’alliage de ce ressort, développé par le Battelle Memorial Institute puis diffusé dans le monde de l’horlogerie, fait paraître Lip comme précurseur. Ces montres-bracelet signés Lip Himalaya sont rééditées depuis les années 2000.
En 1952, Lip présente à l’Académie des Sciences l’Electronic, un prototype avant-gardiste de montre électrique qui possède une diode électronique,. Conçue en partenariat avec « Elgin », cette montre fut produite en série à partir de 1958. Elle est offerte au général de Gaulle après son retour au pouvoir ainsi qu’au président des États-Unis Dwight D. Eisenhower lors de sa venue en France.
À la suite d’accords commerciaux, Lip distribue en France les chronographes Breitling, fait de même pour les montres Universal Genève et les premiers modèles Blancpain spécialement destinés à la plongée sous-marine,.
En 1959, les 1 100 ouvriers qui travaillent à Besançon fournissent 500 000 pièces d’horlogerie ainsi que 130 000 moteurs électriques et autres objets électromécaniques. Pour assurer le contrôle qualité, la production s’appuie sur 22 machines de laboratoire, 28 machines de contrôle, 79 machines électroniques et 129 appareils optiques. Une succursale est spécialement inaugurée à Genève afin d’assembler des montres avec des composants d’origine suisses et le groupe détient trois filiales : « Pignons Français SA » spécialiste du décolletage de précision, « SOC » qui fabrique des machines-outils à Ornans et « Technic Ebauche » qui produit des ébauches à Maîche.
Dans les années 1960, l’entreprise reçoit de nombreuses récompenses pour la précision de ses mouvements et le design de ses montres.[réf. nécessaire]. En 1963 est présenté le R136, un calibre manuel extra-plat de 3,3 mm de haut. La communication de Lip est confiée au groupe « Publicis » et un nouveau logotype sous forme de barres verticales est dévoilé. Les modèles à remontage automatiques sont équipés de mécanismes allemands « Porta-PUW » de qualité.
À cette époque, une nouvelle usine ultra-moderne est construite sur 9 ha dans le quartier de Palente,. Elle procède à un contrôle systématique de la production, soit plus de 60 000 tampons, jauges de mesure et autres instruments de précision, ainsi qu’a la vérification physico-chimique de l’ensemble des matières premières utilisées. Elle dispose d’un service de traitement thermique pour la trempe-revenu de toute la visserie horlogère, d’un service de galvanoplastie pour les revêtements des boites de montre ainsi que d’un atelier fournissant des rondelles de barreaux monocristallins de silicium destinées à l’industrie naissante de la microélectronique.
Un autre département, de loin le plus rentable[réf. nécessaire], se spécialise dans le matériel militaire et l’aérospatiale. Il est capable, entre autres, d’usiner des formes spéciales en titane.
L’entreprise propose aux industriels des outils spécialisés. Aussi, rectifieuses planes et cylindriques, presses à vérins pneumatiques, systèmes d’alimentation automatiques Lip sont appréciés à l’exportation, y compris chez les constructeurs suisses et dans de nombreux lycées techniques français. Ces machines et leurs évolutions sont aujourd’hui toujours fabriquées et distribuées par l'entreprise « Lipemec machines-outils » d'Ornans.

#### Premières difficultés
Depuis les années 1960, les débouchés commerciaux de Lip, dans  son secteur « horlogerie », se limitent au marché national et la concurrence des montres à bas coût est rude. La situation financière de l’entreprise se dégrade.
En 1967, Frederic Lipmann, devenu Fred Lip, décide d’ouvrir le capital et cède 33 % de ses parts au consortium horloger suisse « Ébauches SA ».
En 1970, Lip emploie près de 1 300 personnes et son chiffre d’affaires est de 83 millions de francs. Ébauches SA en devient l’actionnaire principal avec 43 % du capital.
En 1971, alors que l’horlogerie entre dans la Crise du quartz, Fred Lip est exclu de son entreprise : il est « remercié » par le conseil d’administration afin d’être remplacé par Jacques Saint-Esprit jusqu’ici directeur des « Spiraux français ».
En 1973, les premières montres à quartz françaises sont fabriquées par Lip, mais les difficultés s’accentuent : les concurrences américaine et japonaise mettent l’entreprise en péril. Le 17 avril 1973, Jacques Saint-Esprit démissionne et la société des montres Lip dépose son bilan.

### Expérience d’autogestion

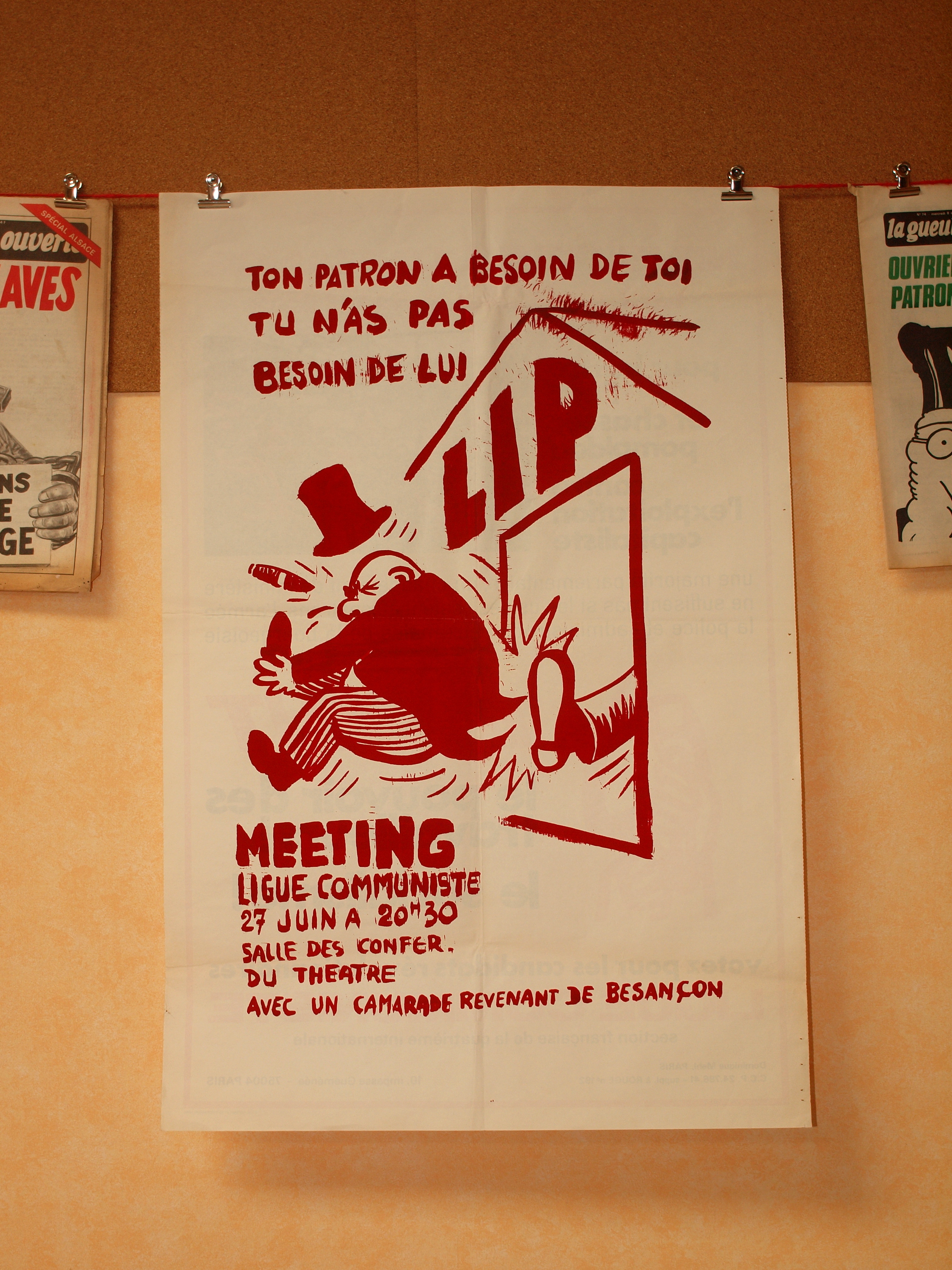
Affiche arborant un slogan de Mai 68 : Meeting de la Ligue communiste.

En juin 1973, des ouvriers apprennent l’existence d’un plan de licenciement et d’un projet de gel des salaires. L’usine de Palente devient alors le théâtre d’une grève qui va connaître une audience nationale. Point de départ d’un conflit emblématique de l’après-Mai 68, l’entreprise est occupée par une grande partie du personnel et des manifestations sont organisées, à Besançon mais aussi dans d’autres grandes villes en France,. À l'époque, le Premier ministre, Pierre Messmer, déclare que « Lip, c'est fini... ».
Les salariés se réunissent sous le slogan « C’est possible : on fabrique, on vend, on se paie ». Ils décident collectivement de s’emparer du stock de montres et de certains outils, de reprendre l’activité de fabrication et d’assemblage, de vendre leurs montres en dehors du réseau d’horlogers habituel et de se verser des salaires.
En janvier 1974, Lip est repris par Claude Neuschwander qui, dans son plan de relance, prévoit une réintégration de l’ensemble du personnel et la création de nouvelles collections horlogères en collaboration avec des designers. Mais, en 1975, les pertes se comptent en  millions de francs. Claude Neuschwander démissionne le 8 février 1976. L’entreprise dépose son bilan en avril. L’usine est à nouveau occupée le mois suivant.
Face à l’absence de repreneurs, la société d'exploitation des montres Lip est liquidée le 12 septembre 1977.
Le 8 novembre 1977, après de longs débats, les employés de Lip, attachés viscéralement à leur entreprise, fondent six coopératives parmi lesquelles figure la société coopérative de production « Les Industries de Palente » dont les initiales sonnent toujours LIP.

### Sauvetage de la marque
En 1984, Les Industries de Palente, détentrices de la marque Lip, sont rachetées par la société d’horlogerie « SMH-Kiplé » de Morteau,,. Le secteur de l'horlogerie française se porte mal à cette époque et la société SMH-Kiplé est mise en liquidation six ans plus tard.
En septembre 1990, SMH-Kiplé est mise en vente par le tribunal de commerce de Besançon. Créant la surprise, Jean-Claude Sensemat (en), à la tête d’une entreprise de distribution d’outillage dans le Gers, remporte l’enchère devant la maison Cartier, elle aussi intéressée. Conscient du potentiel de la marque Lip, il tente de la développer avec une approche commerciale plus moderne et plus directe.
Les ventes progressent sensiblement. Des montres premier prix sont attachées à des offres d’abonnements à la presse nationale. Les montres sont également présentes dans les rayons de la grande distribution et proposées par des canaux de vente par correspondance. Faisant revivre une tradition, Jean-Claude Sensemat offre au président Bill Clinton une réédition de la montre du général de Gaulle et amorçe ainsi un renouveau pour la marque.

#### Manufacture Générale Horlogère

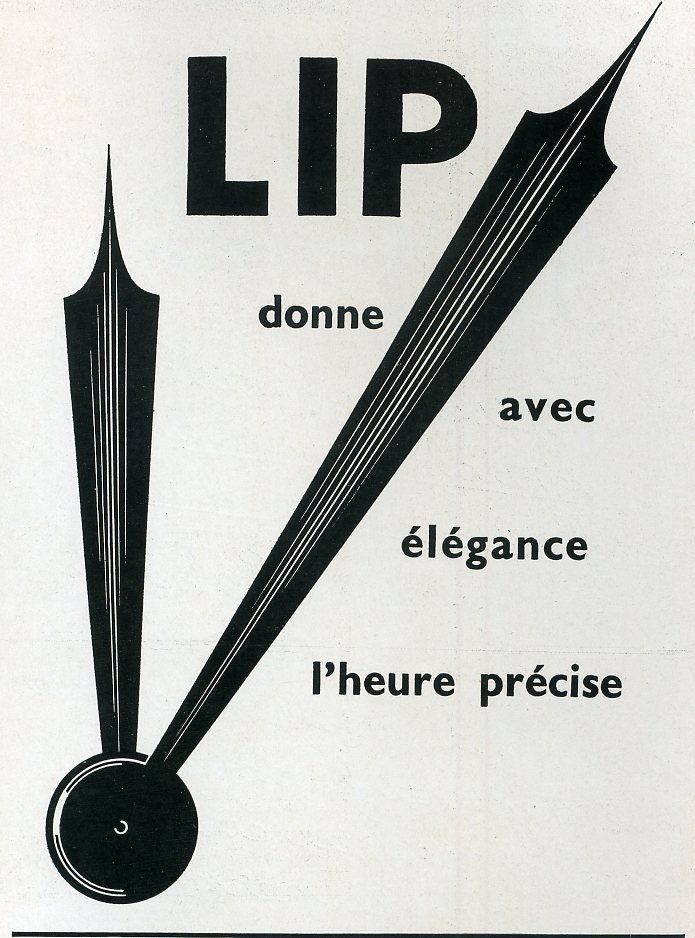
Une réclame de 1934.

En 2002, Jean-Claude Sensemat octroie un contrat d’exploitation pour Lip à Jean-Luc Bernerd qui fonde la « Manufacture générale horlogère », dans une commune du Gers, à Lectoure. En 2007, 1,2 million de montres frappées du logo Lip sont écoulées.
Le studio de conception et le service après-vente sont localisés en France, la production est confiée à la société partenaire « FIZZ Watches » implanté à Hong Kong. La marque emploie près de 50 personnes. Jean-Luc  Bernerd cherche à renforcer Lip avec l’aide d’un nouvel investisseur.

#### Retour de Lip à Besançon
Début 2014, Philippe Bérard, président de la « Société des montres bisontines » qui emploie une centaine de personnes, signe un accord pour assembler à Besançon et commercialiser les montres Lip.
En mars 2015, les premières montres Lip Besançon sont présentées lors du salon Baselworld. Deux collections sont révélées : les modèles historiques offerts à des grands hommes du XXe siècle : Winston Churchill, Charles de Gaulle, Maurice Herzog, et les montres dessinées par des designers renommés dans les années 1970 : Roger Tallon, de Bashmakoff.
En 2016, Jean-Claude Sensemat, qui a émigré à Montréal et qui est devenu canadien, cède la marque Lip à Jean-Luc Bernerd. Deux ans plus tard, la Société des montres bisontines choisit de racheter la marque.
En 2018, le catalogue de Lip est constitué de plus de 250 modèles de montres à quartz et à remontage automatique. La société a pour projet de ne cesser d’améliorer la qualité de ces montres et de rééditer en nombre limité un modèle à remontage manuel basé sur le calibre Lip R23.
Début 2020, un nouvel atelier d'assemblage est créé, sur la commune de Châtillon-le-Duc, commune limitrophe de Besançon, au nord de la capitale de l'ancienne région Franche-Comté .
En octobre 2024, la société Lip, sur son site internet, diffuse un peu plus de 100 montres pour homme et environ 95 montres pour femmes.
En 2025, Lip annonce la production de son mouvement LIP R26 exploité sur trois nouveaux modèles.